# Magdalena Guillermina de Wurtemberg
Magdalena Guillermina de Wurtemberg (en alemán, Magdalene Wilhelmine von Württemberg; Stuttgart, 7 de noviembre de 1677-Karlsburg, 30 de octubre de 1742) fue margravina consorte de Baden-Durlach.

## Biografía
Era hija del duque Guillermo Luis de Wurtemberg y de Magdalena Sibila de Hesse-Darmstadt. Con el fin de fortalecer los vínculos entre Baden y Wurtemberg, se casó el 27 de junio de 1697 con el príncipe heredero de Baden y luego margrave Carlos Guillermo de Baden-Durlach. Como Magdalena Guillermina tenía manchas en su piel y una gran nariz, no cumplía con los ideales de belleza de Carlos Guillermo, que amaba a las mujeres hermosas. Después que ella diera a luz a un hijo y heredero, la pareja se separó. Cuando en 1715 Carlos Guillermo fundó su nueva residencia Karlsruhe, sólo él se trasladó al nuevo palacio, mientras su esposa permanecía en el castillo de Karlsburg.
Después de que Carlos Guillermo muriese en 1738, Magdalena Guillermina ocupó un puesto en la regencia de su nieto (1738-1742), que contaba entonces con nueve años de edad, Carlos Federico I de Baden. Después de su muerte, fue enterrada en la tumba del margraviato en la Iglesia de San Miguel en Pforzheim.

## Descendencia
- Carlos Magnus (21 de enero de 1701-12 de enero de 1712), príncipe heredero de Baden-Durlach.
- Federico (7 de octubre de 1703-26 de marzo de 1732), príncipe heredero de Baden-Durlach.
- Augusta Magdalena (13 de noviembre de 1706-25 de septiembre de 1709).